# Тимошин, Иван Яковлевич
Иван Яковлевич Тимошин (март 1910 — ?) — советский государственный деятель, председатель Челябинского Исполнительного комитета в 1946—1948 годах.
C 1925 по 1930 годы учился в Рязанской профессионально-технической школе. 
В 1932 году вступил в ВКП(б). В этом же году был командирован на строительство Челябинского трамторного завода, позже работал там слесарем, мастером, старшим мастером, теплотехником, инженером, начальником котельного отделения. 
В 1942 году избран секретарём Сталинского районного комитета ВКП(б), в феврале 1944 года избран 2-м секретарём Ленинского районного комитета партии. В ноябре того же года назначен парторгом ЦК ВКП(б) по Челябинской ТЭЦ. 
В августе 1946 года утверждён 1-м секретарём Ленинского райкома ВКП(б).
В феврале 1947 года избран председателем Челябгорисполкома. Менее чем через год, в январе 1948 году был освобождён от должности постановлением Совета Министров РСФСР № 934 от 15 декабря 1947 года: «О состоянии городского хозяйства г. Челябинска», «за необеспечение работы». Отозван в распоряжение Совета Министров РСФСР.